# Guardia Popolare della Georgia
La Guardia Popolare della Georgia fu la denominazione delle forze armate della Repubblica Democratica di Georgia.
Nata durante la rivoluzione russa del 1917 come milizia volontaria di civili georgiani la Guardia Popolare assunse sempre una maggiore importanza nel nuovo stato indipendente georgiano, occupandosi soprattutto del mantenimento dell'ordine pubblico. Fu dissolta dopo l'invasione sovietica della Georgia nel 1921 e i suoi membri furono perseguiti dai servizi segreti sovietici.
Era formata da 600 uomini combattenti supportati da 100 donne, che contribuivano a curare i feriti..